# (133293) Androuchivka
(133293) Androuchivka, désignation internationale (133293) Andrushivka, est un astéroïde de la ceinture principale.

## Description
(133293) Andrushivka est un astéroïde de la ceinture principale. Il fut découvert le 18 septembre 2003 à Androuchivka par l'observatoire astronomique d'Androuchivka. Il présente une orbite caractérisée par un demi-grand axe de 3,11 UA, une excentricité de 0,12 et une inclinaison de 10,9° par rapport à l'écliptique.

## Compléments